# Bruchia queenslandica
Bruchia queenslandica là một loài rêu trong họ Bruchiaceae. Loài này được I.G. Stone mô tả khoa học đầu tiên năm 1977.